# Alfred Biehler
Alfred Biehler (11. Februar 1863 in Heidelberg – nach 1902) war ein deutscher Theaterschauspieler.

## Leben
Biehler erhielt seine dramatische Ausbildung bei Adolf Wentzel und am Sulkowskyschen Übungstheater in Wien. Seine Bühnenlaufbahn begann er am Berliner Residenztheater, kam dann nach Aachen, Augsburg, Halle, 1889 nach Köln, wo er bis 1895 wirkte, sodann ans Berliner Theater (1896–1897), ans Residenztheater in Hannover 1900, ans Deutsche Theater nach London, wo er ein Jahr verblieb. Anschließend ging Biehler auf Gastspielreisen.
Zu Alfred Biehlers Hauptrollen zählen der „Spiegelberg“, der „Illo“, der „Attinghausen“, der „Kalb“ und der „Malvolio“. Biehler trat auch in (zu seiner Zeit) modernen Stücken wie Rosmersholm und Doktor Klaus auf.
Sein Lebensweg nach 1902 ist unbekannt.